# Barronovy vodopády
Barronovy vodopády (anglicky Barron Falls, austrálsky Din Din) je kaskádový vodopád v Austrálii. Nachází se u města Kuranda v severním Queenslandu. Leží na Barronově řece; řeka i vodopád nesou jméno policejního ředitele v Brisbane Thomase Henryho Bowmana Barrona. Vodopád je tvořen čtyřmi stupni a jeho celková výška je 125 metrů. Množství vody kolísá podle ročního období, maximální šířka vodopádu v období dešťů dosahuje 259 m. V roce 1963 byla v rokli Barronovy řeky postavena vodní elektrárna, což vedlo ke snížení průtoku. Vodopád je obklopen pralesem, kde roste jedovatice a  tungovník a žije v něm klokan stromový, tabon oranžovonohý a pita hřmotivá.
Vodopády leží na území domorodého kmene Djabugandji Bama a pro bílé Australany je objevil cestovatel Archibald Meston. Nacházejí se na okraji Athertonské náhorní plošiny v oblasti vlhké tropy Queenslandu, zdejší srázy vytvořila tektonika v období mezozoika. V roce 1940 byl vyhlášen národní park Barron Gorge. Vodopády je možno pozorovat z dálnice Kennedy Highway a vede k nim úzkorozchodná dráha, vyvýšený chodník i visutá lanová dráha. Zajímavostí je skála na úpatí, nazývaná pro svůj tvar „Modlící se muž“. Vodopády patří k hlavním turistickým atrakcím regionu. V roce 2009 byly zařazeny na seznam Q150 Icons, vytvořený ke 150. výročí vzniku státu Queensland.